# Bauchmuskulatur

Anatomischer Kupferstich (1623)

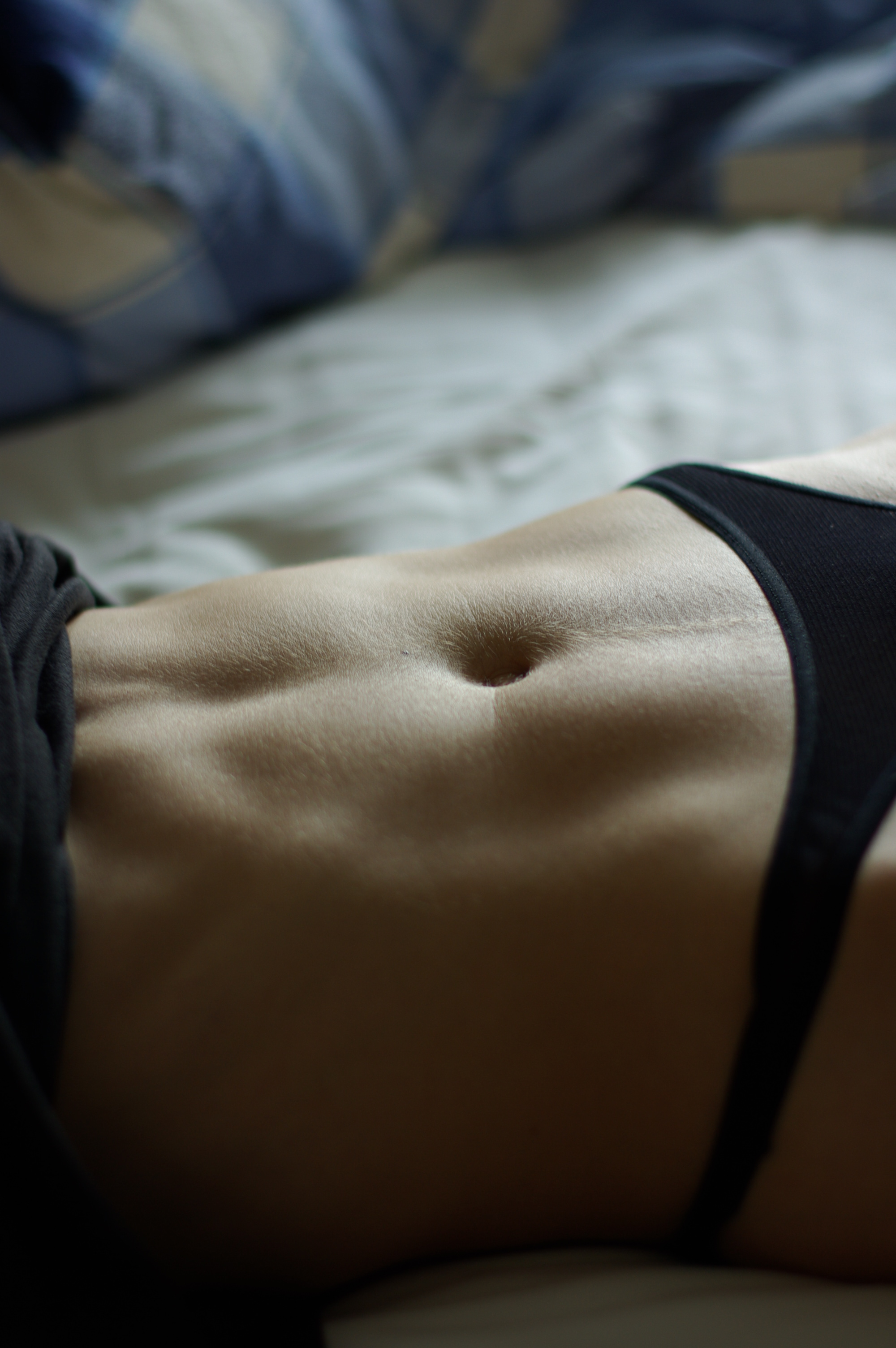
Bauchmuskeln bei einer Frau

Als Bauchmuskulatur werden die paarig angelegten Skelettmuskeln bezeichnet, die Bauch- und Beckenraum umschließen und den Brustkorb mit dem Becken verbinden. Diese Muskeln ermöglichen das Neigen und Drehen des Rumpfes und die Anpassung an Veränderungen im Bauchvolumen, zum Beispiel an das Wachstum bei einer Schwangerschaft. Die gleichzeitige Anspannung aller Bauchmuskeln erhöht den Druck im Bauch und verstärkt so als Bauchpresse entweder die Ausatmung oder die Ausscheidung von Kot und Urin. Die Bauchmuskeln werden in drei Gruppen eingeteilt, deren Benennung nicht einheitlich ist.

## Systematik
Die Bauchmuskeln werden nach ihrer Lage in drei Gruppen eingeteilt:
Vordere Bauchwandmuskeln:
1. Musculus rectus abdominis (gerader Bauchmuskel)
2. Musculus pyramidalis (Pyramidenmuskel)

Seitliche Bauchwandmuskeln:
1. Musculus obliquus externus abdominis (äußerer schräger Bauchmuskel)
2. Musculus obliquus internus abdominis (innerer schräger Bauchmuskel)
3. Musculus transversus abdominis (quer verlaufender Bauchmuskel)

Hintere Bauchwandmuskeln:
1. Musculus quadratus lumborum (quadratischer Lendenmuskel)
2. Musculus iliopsoas (großer Lendenmuskel)

Die Benennung der Gruppen kann auch anders erfolgen: Die hinteren Bauchwandmuskeln heißen dann tiefe Bauchmuskeln, die seitlichen und vorderen Muskeln werden als seitliche und mittlere Muskeln der oberflächlichen Bauchmuskeln bezeichnet.

## Funktion
Dabei bilden die seitlichen Bauchmuskeln mit ihren Aponeurosen – das heißt flächenhaften Sehnen – die sogenannte Rektusscheide, in die der gerade Bauchmuskel zu liegen kommt.
Vorne befindet sich der gerade Bauchmuskel, er kann den Oberkörper nach vorne beugen oder den vorderen Beckenrand anheben. Er ist damit der direkte Gegenspieler der Wirbelsäulenmuskulatur und wirkt dem Hohlkreuz entgegen. Er gehört ähnlich wie die vordere Oberschenkelmuskulatur, die Gesäßmuskulatur und die Rückenmuskulatur zu den Muskeln, die für den aufrecht gehenden Menschen besonders wichtig sind. Eine gut trainierte Bauchmuskulatur erleichtert eine gute Körperhaltung.
Die beiden schrägen Bauchmuskeln können den Oberkörper zur Seite neigen und drehen. Der quere Bauchmuskel kann eine Bauchpresse erzeugen, z. B. beim Stuhlgang. Außerdem sind die Bauchmuskeln Hilfsmuskeln bei der Ausatmung.

## Natürliche Öffnungen
In der Muskulatur der Bauchwand gibt es zwei natürliche Öffnungen:
- Leistenkanal
- Bauchnabel